# Succès de scandale
Succès de scandale (francês para "sucesso de escândalo") é um termo para qualquer obra artística cujo sucesso é atribuído, em todo ou em parte, para a controvérsia pública ao redor da obra. Em alguns casos a controvérsia faz a audiência procurar a obra por seu titilante conteúdo, enquanto em outras isso simplesmente aumenta a curiosidade pública. Este conceito é ecoado pela frase, "não há tal coisa como a má publicidade".

## Belle Époque

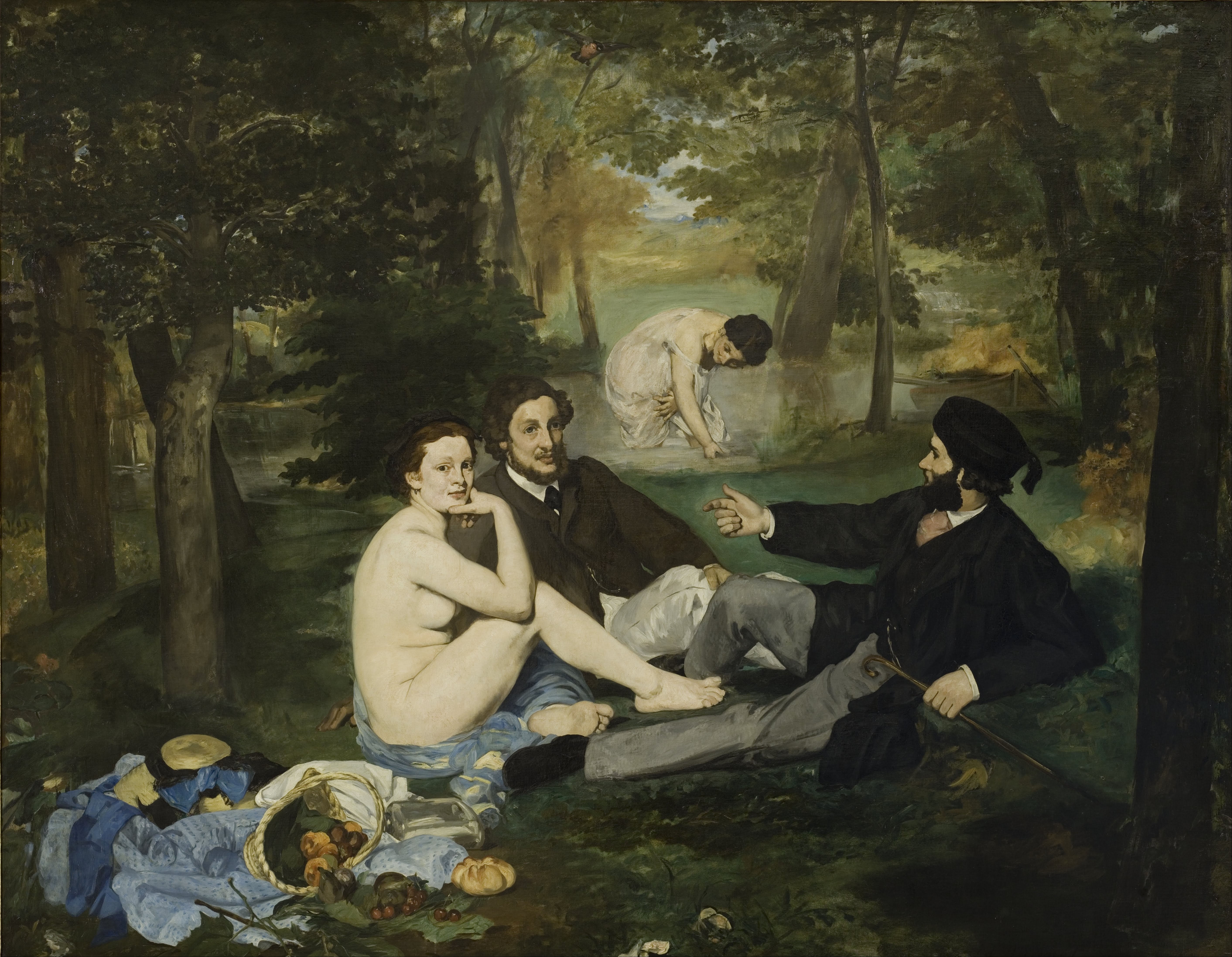
O Almoço sobre a Relva foi um dos primeiros em uma série de succès de scandale parisienses.

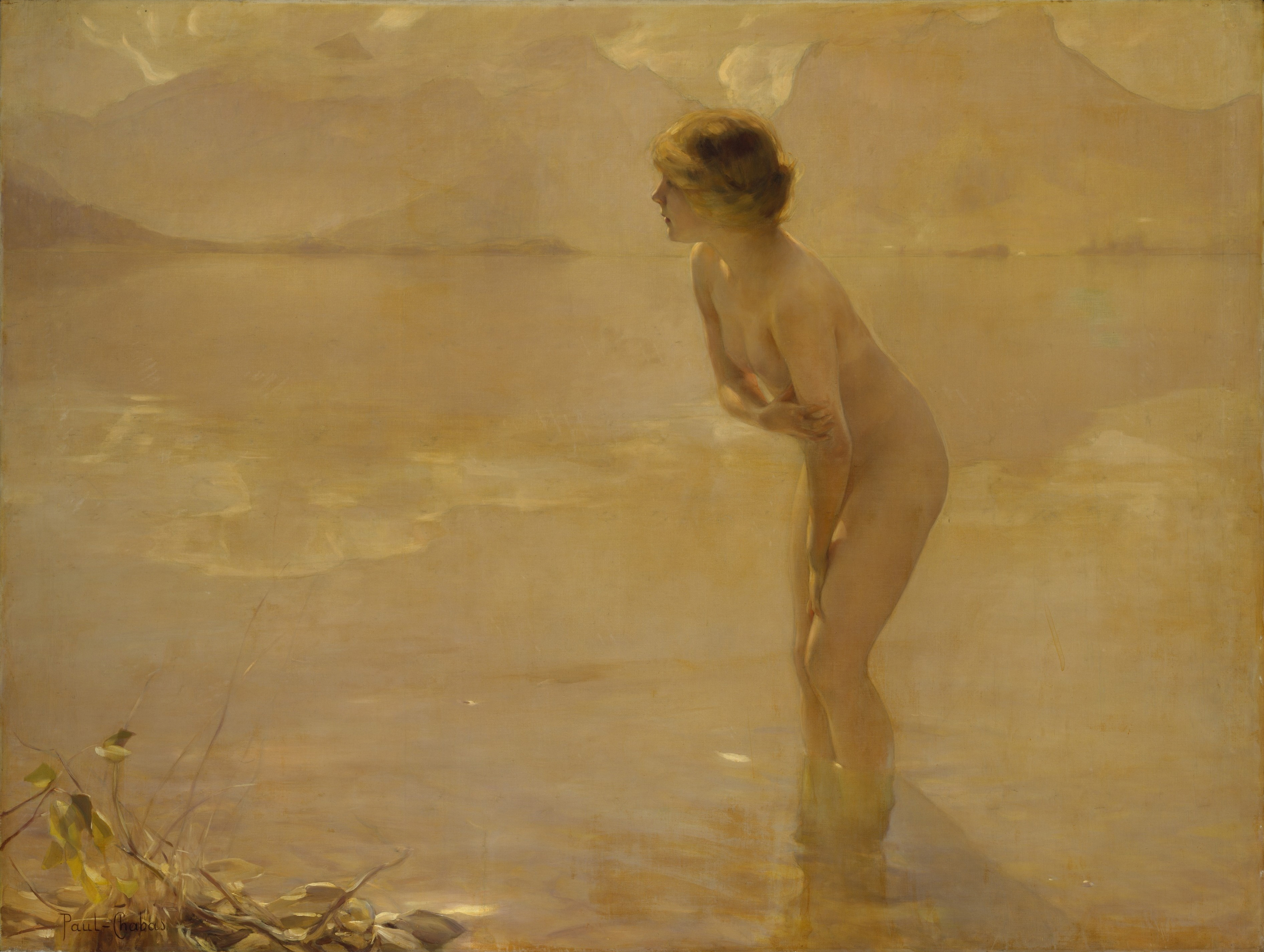
Não um sucesso comercial na Europa, Paul Chabas's Manhã de Setembro acabou na permanente coleção do New York Metropolitan Museum of Art, após escandalizar Anthony Comstock e seu New York Society for the Suppression of Vice.

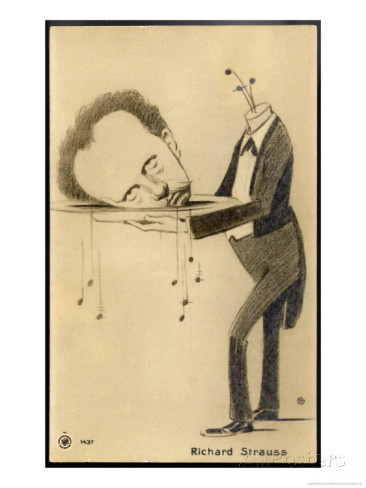
A cabeça de Strauss em uma bandeja de prata que satiriza a decapitação de João Batista em sua operática versão de Salome de Wilde.

A Paris da Belle Époque foi notável por muitos succès de scandale; isto foi também onde e quando o termo se originou. Em todos os exemplos abaixo, considerando os famosos artistas dando início em sua carreira com algum tipo de escândalo, há pelo menos algumas conexões com Paris da virada do século XX. Em outras cidades, provocando um escândalo parecendo mais arriscado, como Oscar Wilde descobriu pouco depois de seu relativamente "bem-sucedido" escândalo parisiense (Salomé — 1894, retratando o personagem principal como um necrófilo):
- Le déjeuner sur l'herbe (O Almoço sobre a Relva) por Édouard Manet,[2] apresentado no Salon des refusés, 1863: Mesmo o Imperador estava escandalizado — mas Manet teve um bom início para sua carreira.
- Alfred Jarry chocou Paris em 1896 com a primeira de suas absurdas peças Ubu: Ubu Roi. A performance desta peça foi proibida após a primeira noite, embora Jarry contornasse a proibição por movendo a produção para um teatro fantoche.
- Um novo grupo de artistas, rotulados desrespeitosamente "Les Fauves" ("As Selvagens Feras") por um crítico de arte, tiveram sua estreia bem-sucedida em 1905 em Paris (e mantiveram o nome).
- Richard Strauss teve pouco sucesso com suas primeiras duas óperas, quais hoje não são mais performadas. Consequentemente, ele tentou algo diferente: ele ajustou a música para Salomé de Wilde em 1905, e atraiu algum escândalo com esta ópera, incluindo no New York Met, onde a produção teve que ser fechada após uma noite. Mas Strauss queria mais: sua próxima ópera (Elektra) foi tão "barulhenta" que desenhos apareceram com Strauss dirigindo uma orquestra de animais. Entretanto, o livro da ópera, escrito por Hugo von Hofmannsthal, foi bem manso.
- O balé de 1912 Entardecer de um Fauno, coreografado e encabeçado por Vaslav Nijinsky, provocou fortes reações; o jornal Le Figaro escreveu em uma revisão de página de frente que os "movimentos são sujos e bestiais em seu erotismo".[3] Apesar, ou por causa, deste criticismo, o balé teve uma corrida esgotada em Paris.
- A Sagração da Primavera (1913)[4]
- A produção original de 1917 do balé Parade.
- Performance de 1923 de George Antheil de música de piano futurista no teatro Champs-Élysées.[5]
- Paul Chabas tem ganhado o mais prestigioso prêmio com seu Manhã de Setembro em Paris em 1912. Nudez como retratada nesta pintura foi entretanto longe de ser capaz para chocar um público parisiense, meio século após o Déjeuner. Então, não obstante o prêmio "oficial", o valor de mercado da pintura permaneceu baixo. Então, Chabas colocou isso em mostra em uma janela de loja de Nova Iorque em 1913. Ali, pela primeira vez na história, apareceu um esquema de succès de scandale que foi criado por um agente de publicidade (Harry Reichenbach), que "acidentalmente" treinou uma cruzada de moralidade ao longo da imagem. O escândalo que envolveu trouxe sucesso financeiro e garantiu o lugar de Chabas nos livros de história da arte. Embora mais tarde considerado kitsch, a pintura terminou em um dos mais prestigiosos museus de Nova Iorque.

## Outros exemplos
Esta não foi a última vez que Comstock ventilou o sucesso que queria cercar: "Eu espero que isso seja o fazer de mim" disse Mae West para a imprensa em 1927, sob prisão após a New York Society for the Suppression of Vice ter manobrado para obter sua peça intitulada "Sex" re-censurado pelo Júri de Peças do Departamento de Polícia — uns poucos anos depois, mais de quarenta, seu status sex-symbol valeu a pena: seu contrato de filme de 1935 fez dela a mais paga mulher até aquele dia.
Filmes qualificados como succès de scandale incluíram Os Amantes de 1958 de Louis Malle, e Último Tango em Paris de 1972 de Bertolucci. Escândalo impulsionou o sucesso de escritos com modestas qualidades literárias. Mesmo famosos escritores como Flaubert e Joyce têm sido descritos como implantando receitas de succès de scandale para sua vantagem.